# Новостроївка (Буринський район)
Новостро́ївка — колишнє село в Україні, у Буринському районі Сумської області. Підпорядковувалось Чернечослобідській сільській раді.
Село постраждало внаслідок геноциду українського народу, проведеного урядом СССР в 1932–1933 роках, встановлено смерті 3 людей.
Дата зникнення невідома.